# Nati nel 1711
| Questa pagina contiene informazioni ricavate automaticamente dalle voci biografiche con l'ausilio del template Bio e di un bot. L'aggiornamento è periodico e automatico e ricostruisce completamente la pagina. Se manca una persona in questa lista, sei pregato di non aggiungerla, ma accertati piuttosto che la sua voce biografica contenga il template Bio e che i dati anagrafici siano correttamente compilati. Se il template Bio manca, inseriscilo tu stesso o, in alternativa, metti l'avviso {{tmp\|Bio}} che ne segnala la mancanza. Se i dati riportati sono sbagliati, correggi direttamente la voce biografica; le modifiche saranno visibili in questa lista entro pochi giorni. Per chiarimenti vedi il progetto biografie. La lista contiene solo le 105 persone che sono citate nell'enciclopedia e per le quali è stato implementato correttamente il template Bio. Pagina aggiornata al 31 ago 2024. |

## Gennaio(9)
- 1º gennaio - Franz von der Trenck, militare austriaco († 1749)
- 3 gennaio - Giuseppe Maria Capece Zurlo, cardinale e arcivescovo cattolico italiano († 1801)
- 9 gennaio - Giambattista Suardi, matematico italiano († 1767)
- 12 gennaio - Gaetano Latilla, compositore italiano († 1788)
- 14 gennaio - Vespasiano Ripa Buschetti di Giaglione, nobile italiano († 1770)
- 25 gennaio - Paolo Maria Parrino, presbitero, letterato e storico italiano († 1765)
- 28 gennaio - Antonio Branciforte Colonna, cardinale e arcivescovo cattolico italiano († 1786)
- 29 gennaio - Giuseppe Bonno, compositore austriaco († 1788)
- 30 gennaio - Abraham Roentgen, ebanista tedesco († 1793)

## Febbraio(5)
- 2 febbraio - Wenzel Anton von Kaunitz-Rietberg, diplomatico e politico austriaco († 1794)
- 9 febbraio - Anthony Ashley-Cooper, IV conte di Shaftesbury, politico e filantropo inglese († 1771)
- 12 febbraio - Jacopo Marieschi, pittore italiano († 1794)
- 16 febbraio - Aleksandra Ivanovna Panina, nobildonna russa († 1786)
- 25 febbraio - John Perceval, II conte di Egmont, politico inglese († 1770)

## Marzo(4)
- 7 marzo - Giovanni Battista Jurileo, vescovo cattolico dalmata († 1788)
- 12 marzo - Giovanni Battista Peregrini Albrici, vescovo cattolico italiano († 1764)
- 19 marzo - Jan Josef Brixi, compositore e organista ceco († 1762)
- 24 marzo - William Brownrigg, medico, chimico e imprenditore britannico († 1800)

## Aprile(3)
- 22 aprile - Paolo II Antonio Esterházy, nobile, militare e diplomatico († 1762)
- 22 aprile - Eleazar Wheelock, pastore protestante, educatore e filantropo statunitense († 1779)
- 26 aprile - Jeanne-Marie Leprince de Beaumont, scrittrice francese († 1780)

## Maggio(8)
- 7 maggio - David Hume, filosofo scozzese († 1776)
- 7 maggio - Benedetto dal Buono, pittore italiano († 1775)
- 10 maggio - Federico di Brandeburgo-Bayreuth, principe († 1763)
- 10 maggio - Agostino Antonio Giorgi, orientalista e bibliotecario italiano († 1797)
- 17 maggio - Agustín de Jáuregui, militare e politico spagnolo († 1784)
- 18 maggio - Ruggero Giuseppe Boscovich, gesuita, astronomo e matematico dalmata († 1787)
- 22 maggio - Guillaume du Tillot, politico francese († 1774)
- 23 maggio - Ulrika Sparre, nobildonna svedese († 1768)

## Giugno(2)
- 7 giugno - François Jacquier, matematico e fisico francese († 1788)
- 23 giugno - Giovanni Battista Guadagnini, liutaio italiano († 1786)

## Luglio(8)
- 1º luglio - Karl Michael von Attems, arcivescovo cattolico austriaco († 1774)
- 2 luglio - Carl Constantin De Carnall, generale e nobile svedese († 1773)
- 5 luglio - Francesco Capella, pittore italiano († 1784)
- 10 luglio - Amelia Sofia di Hannover, principessa britannica († 1786)
- 17 luglio - Pietro Antonio Balestra, pittore italiano († 1789)
- 19 luglio - Giovanni Battista Cambiaso, doge († 1772)
- 21 luglio - Antonio González Ruiz, pittore spagnolo († 1788)
- 26 luglio - Lorenz Christoph Mizler, medico, matematico e editore tedesco († 1778)

## Agosto(5)
- 5 agosto - Bernardo Maria Valera, religioso e poeta italiano († 1783)
- 18 agosto - Giovanni Filippo Antonio San Martino, vescovo cattolico italiano († 1761)
- 19 agosto - Edward Boscawen, ammiraglio e politico britannico († 1761)
- 21 agosto - Bernardo Francisco de Hoyos de Seña, presbitero e mistico spagnolo († 1735)
- 22 agosto - Heinrich von Bibra, vescovo cattolico e abate tedesco († 1788)

## Settembre(14)
- 1º settembre - Guglielmo IV di Orange-Nassau, nobile († 1751)
- 2 settembre - Noël Hallé, pittore e incisore francese († 1781)
- 3 settembre - Anton Ignaz von Fugger-Glött, vescovo cattolico austriaco († 1787)
- 5 settembre - Johannes Nathanael Lieberkühn, medico tedesco († 1756)
- 8 settembre - Flavio Chigi, cardinale italiano († 1771)
- 11 settembre - William Boyce, compositore e organista inglese († 1779)
- 14 settembre - Michele Foschini, pittore italiano († 1770)
- 17 settembre - Ignaz Holzbauer, compositore austriaco († 1783)
- 19 settembre - Charles Holmes, ammiraglio e politico inglese († 1761)
- 20 settembre - Federico Augusto I di Oldenburg, sovrano tedesco († 1785)
- 22 settembre - Thomas Wright, astronomo, matematico e architetto inglese († 1786)
- 23 settembre - Louis Nicolas du Muy, generale francese († 1775)
- 25 settembre - Qianlong, imperatore cinese († 1799)
- 26 settembre - Basilio Gonzaga, nobile italiano († 1782)

## Ottobre(4)
- 15 ottobre - Elisabetta Teresa di Lorena, regina († 1741)
- 17 ottobre - Jupiter Hammon, poeta statunitense
- 26 ottobre - Richard Grenville-Temple, II conte Temple, politico britannico († 1799)
- 29 ottobre - Laura Bassi, fisica italiana († 1778)

## Novembre(7)
- 4 novembre - Ottaviano Cametti, matematico e religioso italiano († 1789)
- 6 novembre - Andrés Piquer, scrittore, filosofo e logico spagnolo († 1772)
- 12 novembre - Carlo de Marco, politico italiano († 1804)
- 19 novembre - Michail Vasil'evič Lomonosov, scienziato e linguista russo († 1765)
- 20 novembre - Ignazio Cirri, compositore, organista e presbitero italiano († 1787)
- 22 novembre - Maurizio Roffredi, biologo e abate italiano († 1805)
- 30 novembre - Ebenezer Kinnersley, fisico inglese († 1778)

## Dicembre(4)
- 2 dicembre - Giovanni Brunacci, storico e numismatico italiano († 1772)
- 4 dicembre - Maria Barbara di Braganza, principessa portoghese († 1758)
- 25 dicembre - Mademoiselle Gaussin, attrice teatrale francese († 1767)
- 25 dicembre - Jean-Joseph de Mondonville, compositore e musicista francese († 1772)

## Senza giorno specificato(32)
- Francesco Raimondo Adami, teologo e collezionista d'arte italiano († 1792)
- Eutichio Ajello, abate, bibliotecario e antiquario italiano († 1793)
- Stefano Bertolini, giurista italiano († 1782)
- Allan Stewart, rivoluzionario scozzese († 1791)
- Felipe de Castro, scultore spagnolo († 1775)
- Romualdo Cilli, architetto italiano († 1768)
- Kitty Clive, attrice teatrale britannica († 1785)
- Antonio Coquinati, pittore italiano († 1733)
- Giovanni Francesco Costa, pittore, architetto e scenografo italiano († 1772)
- Giuseppe Crestadoro, pittore italiano († 1808)
- Panna Czinka, violinista ungherese († 1772)
- Richard Dunthorne, astronomo britannico († 1775)
- Giacinto Fabbroni, pittore italiano († 1783)
- Leto Guidi, monaco cristiano e scienziato italiano († 1777)
- Ishikawa Toyonobu, pittore e incisore giapponese († 1785)
- Françoise Marguerite Janiçon, scrittrice svedese († 1789)
- Katsuma Ryūsui, pittore e incisore giapponese († 1796)
- Stepan Petrovič Krašeninnikov, esploratore, geografo e naturalista russo († 1755)
- Nishimura Shigenobu, pittore e incisore giapponese
- Claude-Adrien Nonnotte, teologo francese († 1793)
- Davide Perez, compositore italiano († 1778)
- Evelyn Pierrepont, II duca di Kingston-upon-Hull, generale e nobile inglese († 1773)
- Hannah Pritchard, attrice teatrale britannica († 1768)
- Francisco Pérez Bayer, teologo spagnolo († 1794)
- Charles-Louis Richard, teologo e storico francese († 1794)
- Eugénio dos Santos, architetto e ingegnere portoghese († 1760)
- Antonio Maria Serristori, politico italiano († 1796)
- Pëtr Ivanovič Šuvalov, politico russo († 1762)
- Pietro Turchi, scultore e intagliatore italiano († 1781)
- Andrea Urbani, pittore e scenografo italiano († 1798)
- John Francis Wade, compositore e musicista britannico († 1786)
- Marie Françoise Catherine de Beauvau, nobile francese († 1786)